# The Complaint: or, Night-Thoughts on Life, Death, & Immortality
The Complaint: or, Night-Thoughts on Life, Death, & Immortality – poemat osiemnastowiecznego angielskiego poety Edwarda Younga, znany powszechnie jako Night-Thoughts, publikowany w latach 1742–1745. Utwór jest napisany wierszem białym (blank verse), czyli nierymowanym pięciostopowym jambem. Liczy około dziesięciu tysięcy wersów. W XVIII wieku cieszył się niezwykłą popularnością. Był prekursorski wobec romantyzmu.
Kolejne części cyklu, w liczbie dziewięciu, noszą tytuły: Life, Death, and Immortality, Time, Death, Friendship, Narcissa The Christian Triumph, The Relapse, The Infidel Reclaim'd (dwie części, Glories and Riches i The Nature, Proof, and Importance of Immortality, Virtue's Apology; or, The Man of the World Answered i The Consolation.
Utwór został zilustrowany (z inicjatywy wydawcy Richarda Edwardsa) przez William Blake’a.

## Recepcja w Polsce
Polski anonimowy przekład Nocy prozą ukazał się w dwóch tomach w Lublinie w drukarni trynitarzy w 1785 roku (według innego źródła w 1786 roku). Na język polski utwór był tłumaczony także przez Franciszka Ksawerego Dmochowskiego, przekład wierszem Nocy I ukazał się w 1798 roku, a także w Warszawie w 1803 roku wraz z polską edycją Sądu ostatecznego Edwarda Younga. Dmochowski przekładał z francuskiego tłumaczenia prozaicznego autorstwa Pierre’a Le Tourneura. Możliwe, że Dmochowski przełożył więcej niż tenże opublikowany fragment, gdyż Filip Neriusz Golański w swym dziele O wymowie i poezji(wydanym w 1808 roku) cytuje fragment z jego przekładu z dalszej części poematu Younga. Dzieło badał m.in. Marian Szyjkowski, który ogłosił pracę Edwarda Younga „Myśli nocne” w poezyi polskiej (ze studyów nad genezą polskiego romantyzmu), wydaną w Krakowie w 1916 roku nakładem Akademii Umiejętności
W 2016 roku nakładem wydawnictwa Prymat ukazała się dwujęzyczna, polsko-angielska edycja dzieła pt. Myśli nocne: treny, albo myśli nocne o życiu, śmierci i nieśmiertelności w tłumaczeniu Fortunata Rydzewskiego i Franciszka Ksawerego Dmochowskiego.